# Roeselare (stacja kolejowa)
Roeselare (ned: Station Roeselare) – stacja kolejowa w Roeselare, w prowincji Flandria Zachodnia, w Belgii. Stacja jest końcem dawnej linii kolejowej nr 64 (Ypres - Roeselare), a także dawniej linii nr 65 (Roeselare - Tourcoing).
Stacja znajduje się w odległości krótkiego spaceru od centrum miasta. Stacja i tory znajdują się na wiadukcie, w tym hala biletowa i wszystkie inne usługi są tam zlokalizowane. Stacja zintegrowana jest również z dworcem autobusowym, gdzie swój przystanek ma 7 linii miejskich, oraz wiele autobusów lokalnych i regionalnych. Średnio Roeselare jest obsługiwane przez pociągi co 15 minut, tym pociągi regionalne do Brugii i Kortrijk, a pociągi IC do Brugii, Ostendy i Kortrijk, Lille.

## Infrastruktura
Stacja znajduje się powyżej poziomu gruntu. Perony są częściowo przykryte przez metalową halę peronową. Otwarta konstrukcja hali peronowej powoduje, że nie chroni ona całkowicie pasażerów przez wiatrem, taką możliwość dają ustawione na peronach specjalne wiaty. Istnieją trzy tory i dwa perony. Na piętrze znajdują się kilka agencji i centrum sterowania ruchem. Na perony można dostać się schodami, schodami ruchomymi i windami. Na dole znajduje się kasa i poczekalnia z kioskiem. Oprócz hali biletowej znajduje się restauracja. W samej stacji umiejscowione są toalety i automat z przekąskami.

## Linie kolejowe
- 64 Roeselare - Ypres
- 66 Roeselare - Tourcoing
- 66 Brugia - Kortrijk